# Vent-du-Soir ou l'Horrible Festin
Personnages
- Vent-du-Soir
- Lapin-Courageux
- Arthur
- Atala

Vent-du-soir ou l’horrible festin est une « opérette à spectacle » en un acte de Jacques Offenbach, sur un livret de Philippe Gille, créée aux Bouffes-Parisiens le 16 mai 1857.

## Contexte
Vent du soir ou l’Horrible Festin renoue avec le thème de l’« anthropophagie musicale » déjà abordé dans Oyayaye, ou La Reine des îles en un acte représentée le 26 juin 1855 Paris aux Folies-Nouvelles
Cette pièce, qui signe la première collaboration de Philippe Gille avec Offenbach, fut le début de l’amitié entre les deux hommes qui devait durer jusqu’à la mort de ce dernier.

## Argument
Dans une île sauvage d’Océanie, où l’on scalpe les ennemis vaincus, où l’on boit dans leur crâne après les avoir dévorés, le chef de la tribu des Gros-Loulous, Vent-du-Soir, reçoit la visite de Lapin-Courageux, roi des Papas-Toutous. Les deux hommes s’entendent bien car chacun a mangé la femme de l’autre. Vent-du-Soir voudrait donc recevoir convenablement son hôte. Comme la chasse a été infructueuse, Vent-du-Soir décide de sacrifier un jeune étranger nommé Arthur, qui est amoureux de sa fille Atala. Or, Lapin-Courageux apprend, au sortir de table, que c’est son propre fils que, sans le savoir, Vent-du-Soir lui a fait manger lorsqu’il entend sonner dans son estomac la montre qu’il a offerte à son fils. Les convives finissent par apprendre qu’en réalité, c’est un ours dans la peau duquel Arthur s’était sauvé qu’ils ont mangé à sa place.

## Réception
Vent-du-Soir a été un succès. Paul Smith a écrit dans la Gazette musicale de Paris que le trio chanté par Vent-du-Soir, Atala et Arthur était « le nec plus ultra de la musique anthropophage » et que l’Horrible Festin ne manquerait pas d’amateurs. Le chant de guerre des Papas-Toutous est d’une touche plus riante et tout également originale. Il y a encore la berceuse, chantée par Atala : Petit Bébé, et le duo qu’elle dit avec Arthur. Tout cela, y compris l’ouverture, est marqué au cachet d’une fantaisie musicale par laquelle le compositeur et ses œuvres se distinguent éminemment. Lorsque cette opérette fut représentée à Vienne, le 22 juin 1861, lors d’une tournée de l’ensemble des Bouffes parisiennes, le succès fut tel qu’il fallut la reprendre le 6 juillet.
Une production en suédois a été présentée en 2003 à Stockholm par le Teater travers, et à Florence en novembre 2016.

## Distribution lors de la création
| Rôle                                   | Type de voix | Distribution lors de la première, le 16 mai 1857 (Chef d’orchestre : Jacques Offenbach) |
| -------------------------------------- | ------------ | --------------------------------------------------------------------------------------- |
| Vent-du-Soir, roi des Gros-Loulous     | baryton      | Désiré                                                                                  |
| Lapin-courageux, roi des Papas-Toutous | ténor        | Léonce                                                                                  |
| Arthur, fils de Lapin-courageux        | ténor        | Tayau                                                                                   |
| Atala, fille de Vent-du-Soir           | soprano      | Garnier                                                                                 |

## Numéros musicaux
- Ouverture
- Couplets « Petit bébé »
- Couplets et duetto « Mon front n’a pas »
- Trio « Grands dieux ! »
- Trio Gloire aux Papas-Toutous
- Trio et chanson nègre « Ô fête incomplète »
- Duo, trio et quatuor « Ciel ! Ciel ! Ciel ! »
- Final « Que mon sort est doux »